# Scarborough (Regno Unito)
Scarborough è una città e località turistica inglese della contea del North Yorkshire.
La città, che conta circa 62 000 abitanti, è la principale località turistica della costa dello Yorkshire. Oltre ad essere una meta del turismo locale (per lo più d'élite), è un'ambita residenza invernale. Rilevanza economica riveste la pesca, ma è anche sede di attività industriali, di società del settore terziario e di attività creative.
La città moderna si trova sulle alture rocciose che sovrastano le due baie North Bay e South Bay, tra i 30 e i 70 metri sul livello del mare. La città vecchia si affaccia sul porto, protetta da un promontorio roccioso. La spiaggia South Bay è quella turisticamente più frequentata e sulla strada che la costeggia si affacciano locali caratteristici, sale giochi e shopping center. La North Bay è per tradizione la zona tranquilla della città. Vi ha sede il Peasholm Park, in cui per tutta l'estate va in scena una battaglia navale, con modelli di navi di grande scala e fuochi artificiali. Dal parco parte la North Bay Railway, una ferrovia in miniatura che conduce all'Acquario Marino di Scalby Mills. Al di sopra delle due baie si stagliano le rovine del castello, risalente al XII secolo.

## Storia

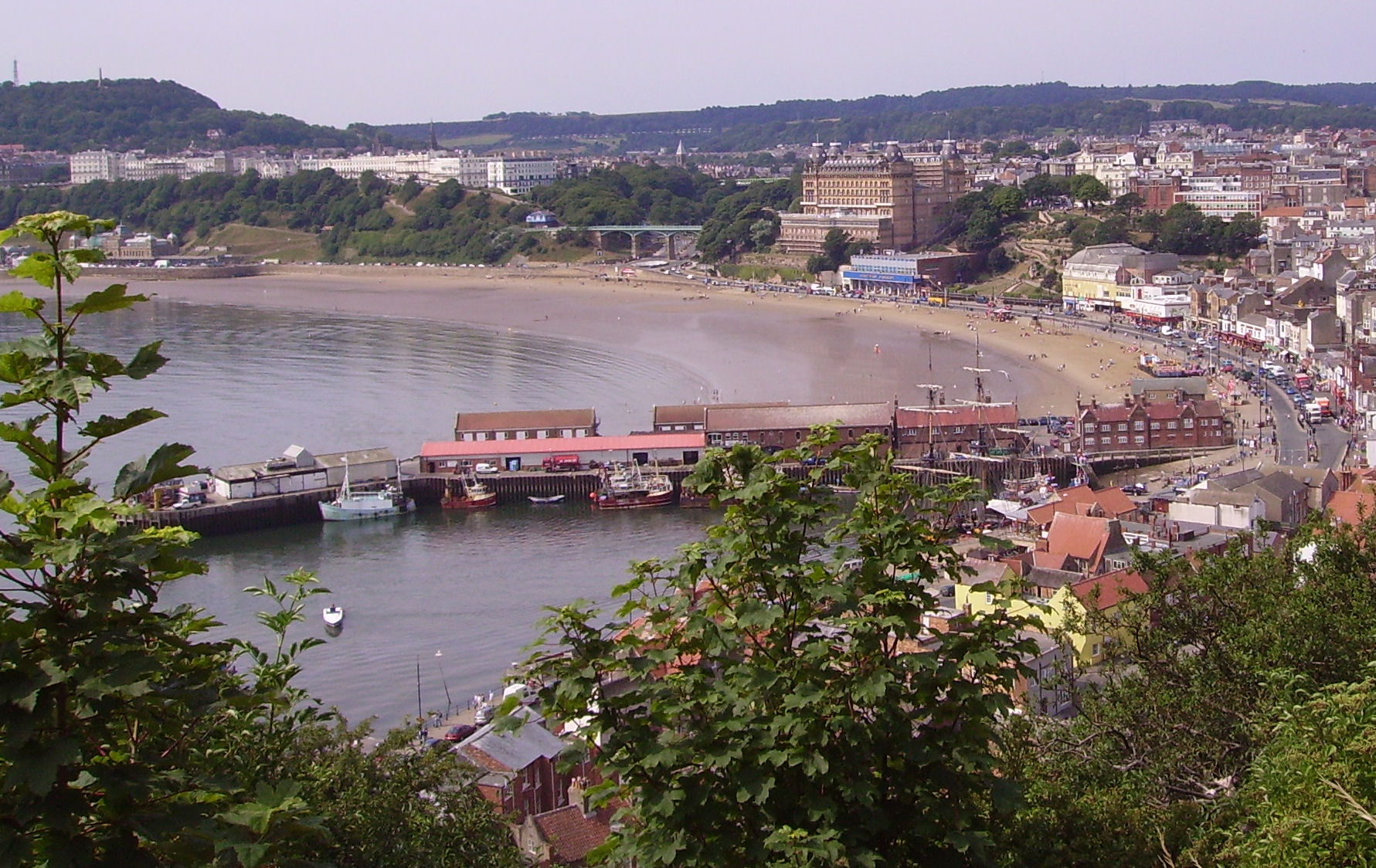
Scarborough e il suo porto

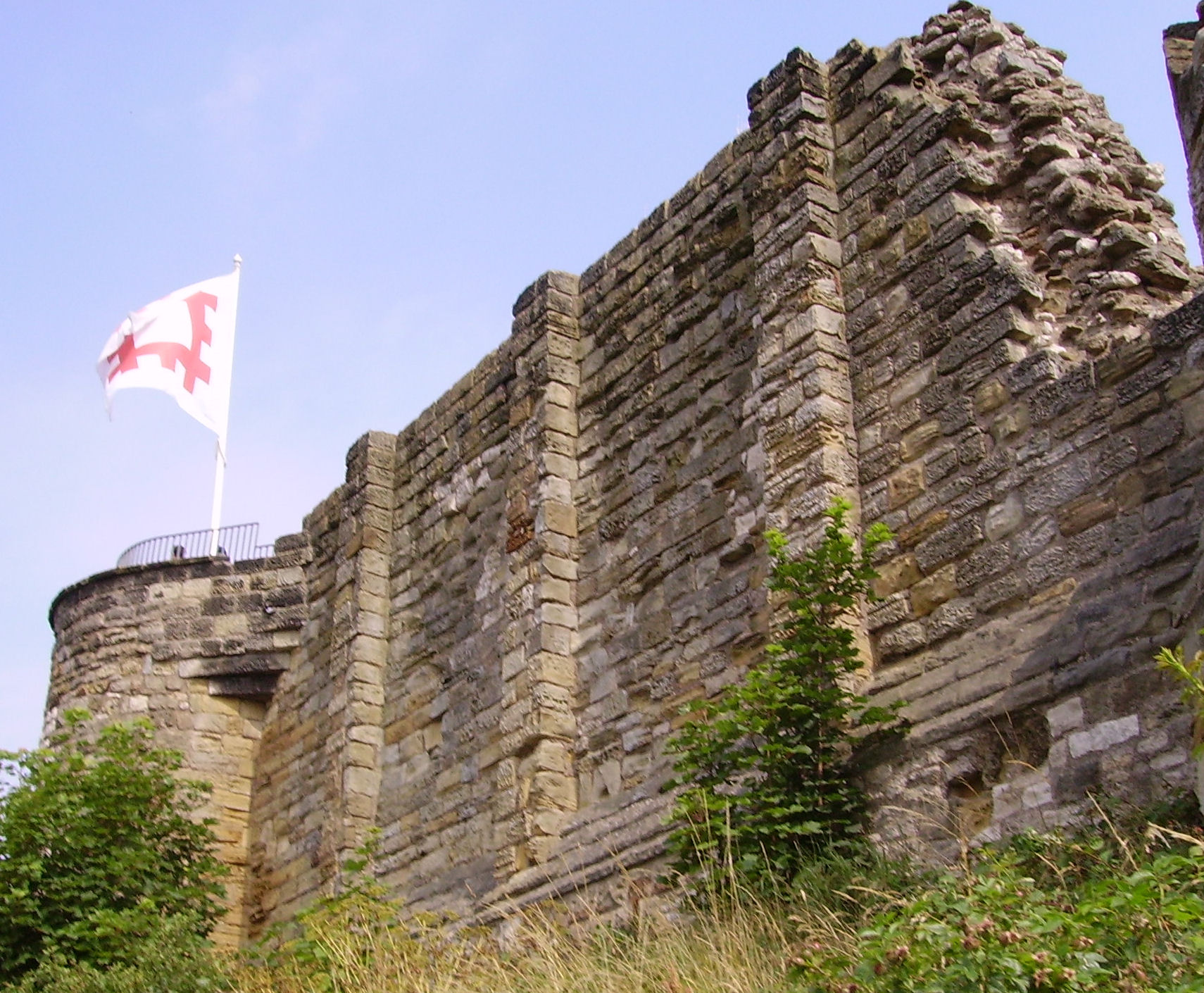
Il castello di Scarborough

Nella zona sono stati rinvenuti resti di piccoli insediamenti, risalenti all'età della pietra e all'età del bronzo. Per breve tempo nel IV secolo in cima al promontorio i Romani disposero una torre di segnalazione. La città vera e propria fu fondata intorno al 966 (con il nome di Skarðaborg) dal vichingo Thorgils Skarthi, ma pochi anni dopo una banda rivale al comando di Tosti, signore di Falsgrave, e di Harald III di Norvegia la rase al suolo, tanto che nel censimento del 1085 voluto da Guglielmo il Conquistatore non ve n'è traccia. Rifondata sotto Enrico II d'Inghilterra, il quale vi fece costruire il castello, vide stabiliti nel 1155 e nel 1163 i diritti di tenere un mercato sulla spiaggia e di eleggere un capitano (Burgess).
Edoardo II d'Inghilterra donò lo Scarborough Castle al suo consigliere Pietro Gaveston. In questo castello Gaveston subì l'assedio da parte dei baroni, venne catturato e mandato a Oxford per esservi giustiziato.
Nel Medioevo si teneva la Fiera di Scarborough, concessa da un editto del 1253, che durava dal giorno dell'Assunzione (15 agosto) al giorno di San Michele (29 settembre) e attirava mercanti da tutta l'Europa. La fiera continuò a tenersi per cinque secoli ed è tuttora ricordata da una ballata popolare (intitolata appunto Scarborough Fair).
Durante la Guerra Civile Inglese del XVII secolo, Scarborough e il suo castello passarono di mano varie volte dai monarchici ai parlamentari, subendo due disastrosi assedi in seguito ai quali gran parte della città andò in rovina.
Nel 1626, Elizabeth Farrow scoprì una fonte di acqua acidula che sgorgava da uno dei picchi a sud della città e costruì la Spa che, dopo la pubblicazione del libro del Dottor Wittie sulle acque termali nel 1660, attrasse folle di visitatori facendo di Scarborough la più importante meta turistica estiva britannica.
L'arrivo della ferrovia Scarborough-York nel 1845 contribuì ulteriormente al successo della località.
Nel 1867 venne inaugurato il Grand Hotel, che era allora uno dei più grandi complessi alberghieri del mondo, con le sue quattro torri per simboleggiare le stagioni, i suoi dodici piani per i mesi, i suoi 52 camini per le settimane e le 365 stanze da letto per i giorni dell'anno.
Nella prima guerra mondiale incrociatori  della flotta tedesca bombardarono la città, atto che sconcertò e indignò la popolazione britannica.

## Cultura
L'Università di Hull - Scarborough Campus è votata all'economia digitale e il campus è stato il primo ad essere coperto da connettività wireless. A partire dal 2006 è presente la School of Arts and New Media.
Il mondo dell'arte, degli affari e dell'educazione collaborano ogni anno all'organizzazione di Digital Scarborough, una rassegna che celebra le attività nel mondo digitale della città, sede di una grande varietà di eventi che spaziano dal business networking alla produzione cinematografica a spettacoli con DJ e VJ.
Nel mese di settembre si tiene un importante festival jazz e durante l'estate la spiaggia diventa il palcoscenico di un festival pop e rock, che vede la partecipazione di talenti locali e star internazionali.
Queste iniziative recenti si sposano con la presenza da lungo tempo di un museo di arti visuali e evidenziano il desiderio di Scarborough di reinventarsi come città della creatività e dell'arte. Nel 2006 sono cominciati i lavori di riqualificazione del Wood End Museum, che intendono convertirlo in uno spazio dedicato agli artisti e alla comunità digitale e un luogo per mostre ed esibizioni. Il Rotunda Museum invece è destinato ad ospitare il centro nazionale di geologia, ed al suo interno è possibile trovare l'Uomo di Gristhorpe.
Nel 1966 Simon and Garfunkel dedicarono al luogo una canzone ("Scarborough fair") derivata da una ballata medioevale cui aggiunsero un controcanto pacifista (il periodo era quello della guerra del Vietnam).

## Amministrazione

### Gemellaggi
- Cahir
- Osterode am Harz